# Herb Mitchell (Schauspieler)
Herbert L. Mitchell Junior (* 18. Juni 1937 in Bar Harbor, Maine; † 4. Januar 2011 in Blue Hill, Maine) war ein US-amerikanischer Schauspieler.

## Leben
Herbert L. Mitchell Junior war der Sohn von Herbert L. Mitchell, Sr. und seiner Frau Estella Mae Bourgeois Mitchell. Er wuchs in Bar Harbor auf und studierte an der University of Maine und der Maine Maritime Academy. Anschließend wurde er Börsenmakler in Bangor, Maine. Ab Ende der 1960er Jahre spielte er in lokalen Theatergruppen mit und bekam 1971 ein Angebot am Off-Broadway in New York City zu spielen. Allerdings lehnte er es zugunsten seines sicheren Jobs und seiner Familie ab. Dennoch spielte er weiter am Theater. Mitte der 1970er Jahre wurde er Mitbesitzer eines Jazz-Clubs und spielte vereinzelt Theater in Südkalifornien. Von dort aus erhielt er anschließend seine ersten Fernseh- und Filmangebote. Mit dem Fernsehfilm Pray TV – Die Sendung Gottes debütierte Mitchell 1982 als Filmschauspieler.
Am 4. Januar 2011 verstarb Mitchell im Alter von 73 Jahren. Anfang der 2000er Jahre erkrankte er drei Mal an Krebs, weswegen er seine Schauspielkarriere beendete und aus Los Angeles in seine Heimat zurückkehrte. Er war in seinem Leben zweimal verheiratet und hinterließ fünf Kinder.

## Filmografie (Auswahl)

### Film
- 1982: Pray TV – Die Sendung Gottes (Pray TV)
- 1983: Die Sünde der Schwester (Baby Sister)
- 1984: Sam’s Sohn (Sam’s Son)
- 1985: Vergesst die Liebe nicht (Do You Remember Love)
- 1987: Die Reise ins Ich (Innerspace)
- 1988: Footballstar um jeden Preis (What Price Victory)
- 1989: Das bucklige Schlitzohr (Big Man on Campus)
- 1989: Mord ohne Motiv (The Preppie Murder)
- 1991: Küsse und Lügen (Lies Before Kisses)
- 1992: Die Maulwürfe (There Goes the Neighborhood)
- 1992: Schrei nach Liebe (A Murderous Affair: The Carolyn Warmus Story)
- 1993: Gettysburg
- 1994: Die letzte Verführung (The Last Seduction)
- 1994: Die wahre Geschichte der Menendez-Brüder (Menendez: A Killing in Beverly Hills)
- 1996: Marilyn – Ihr Leben (Norma Jean & Marilyn)
- 1997: Mad Rex – Gegen das Gesetz (Against the Law)
- 1999: Austin Powers – Spion in geheimer Missionarsstellung (Austin Powers: The Spy Who Shagged Me)
- 1999: Der Playboy – Die Hugh Hefner Story (Hefner: Unauthorized)
- 1999: Was bleibt mir übrig... (Silk Hope)
- 2000: Chain of Command – Helden sterben nie (Chain of Command)
- 2001: Ali

### Serie
- 1983: Cheers (zwei Folgen)
- 1983: Knight Rider (eine Folge)
- 1997: New York Cops – NYPD Blue (NYPD Blue, zwei Folgen)
- 1997–2004: Practice – Die Anwälte (The Practice, 12 Folgen)